# ميربوش
ميرزبوش (بالألمانية: Meerbusch) هي بلدة ألمانية و Baia Sprie تقع في ألمانيا في Rhein-Kreis Neuss. يقدر عدد سكانها بـ 54,111 نسمة .

## المدن التوأمة
مدن فوسنانت و شيجوناواتي، أوساكا هي مدن توأمة لـميرزبوش.

## أعلام
- أوتو إرنيست فليك
- جورج جاكوب